# Crissey (Saona y Loira)
 Crissey  es una población y comuna francesa, en la región de Borgoña, departamento de Saona y Loira, en el distrito de Chalon-sur-Saône y cantón de Chalon-sur-Saône-Nord.

## Demografía
| 758 | 910 | 1068 | 1283 | 1514 | 1840 |
| Para los censos de 1962 a 1999 la población legal corresponde a la población sin duplicidades (Fuente: INSEE [Consultar]) |     |      |      |      |      |